# Biedermeier-Radweg
Koordinaten: 47° 52′ 22,4″ N, 16° 7′ 43,9″ O

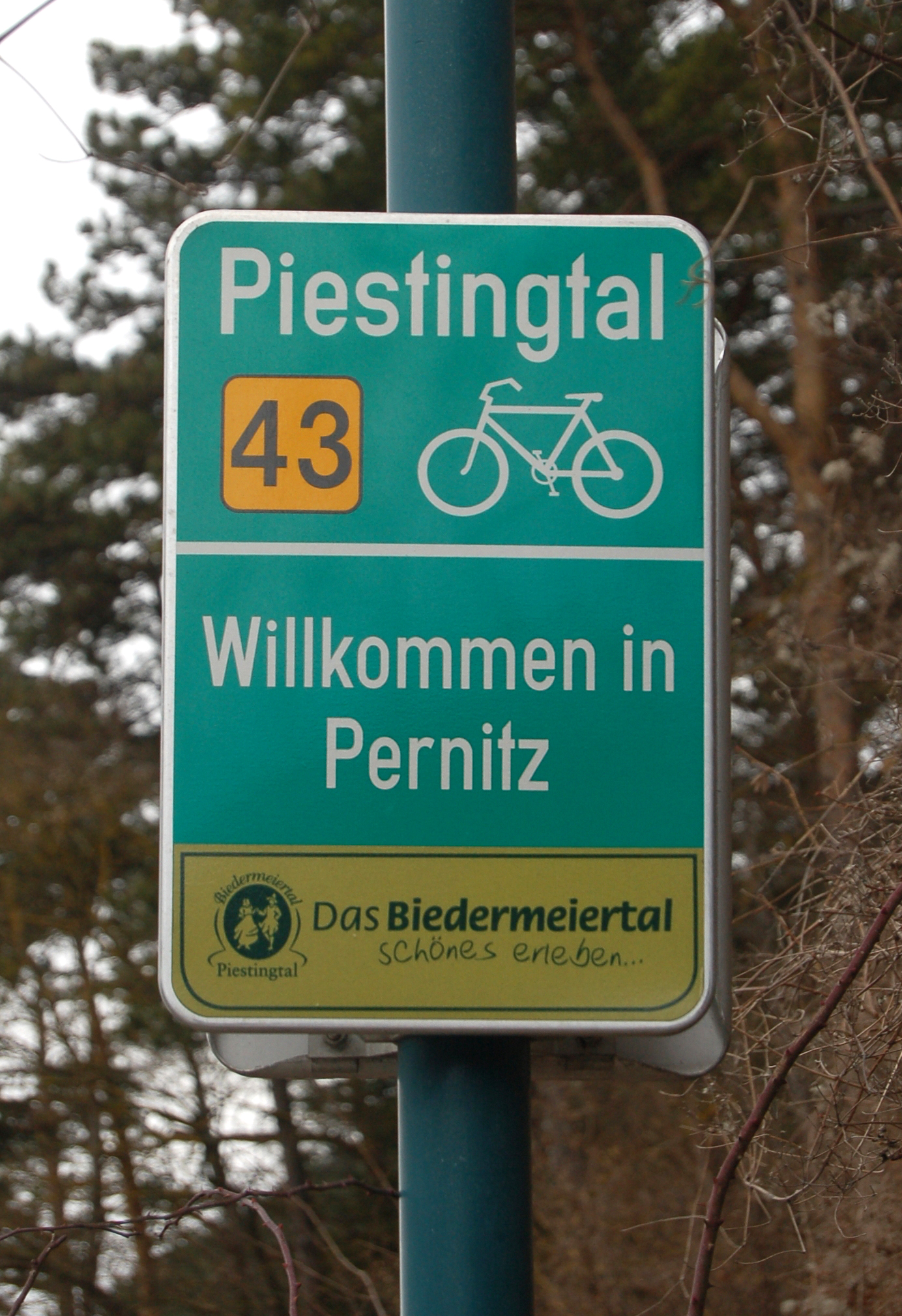
Radwegmarkierung in Pernitz

Der Biedermeier-Radweg bzw. Piestingtal-Radweg ist ein 1999 eröffneter, durchgehend asphaltierter Radweg durch das Piestingtal in Niederösterreich. Das Tal wird von der Tourismuswerbung als "Biedermeiertal" vermarktet, weil sich in der ersten Hälfte des 19. Jahrhunderts einige Biedermeier-Künstler wie der Maler Friedrich Gauermann und dem Dichter Ferdinand Raimund hier aufgehalten haben.
Das Kernstück des Radweges führt entlang der Piesting von Markt Piesting (335 m ü. A.) über Ober-Piesting (350 m ü. A.), Wopfing (360 m ü. A.), Waldegg (402 m ü. A.), Oed (392 m ü. A.), Reichental (400 m ü. A.), Ortmann (422 m ü. A.), Pernitz (430 m ü. A.), Gutenstein (481 m ü. A.) den Rohrer Sattel (864 m ü. A.) bis Rohr im Gebirge (683 m ü. A.).
Die Streckenlänge von Sollenau nach Markt Piesting beträgt rund 16 km, die Kernstrecke von Markt Piesting bis Gutenstein 28 km und die Strecke von Gutenstein bis Rohr im Gebirge weitere 15 km.

## Route
Tagestour für Genussradfahrer und Familien von Sollenau bis Gutenstein, ab Gutenstein für sportliche Radfahrer bis Rohr im Gebirge mit max. 15 % Steigung.

## An-/Abreise
Mit dem PKW:
Anreise über die A2 bis Wöllersdorf, dann auf die B21 nach Sollenau oder Markt Piesting (Der Parkplatz im Zentrum von Markt Piesting ist Ausgangspunkt des Kernstückes des Biedermeier-Radweges).
Mit den öffentlichen Verkehrsmitteln:
Mit den ÖBB nach Sollenau oder Felixdorf bzw. Wiener Neustadt und dann mit der Gutensteinerbahn nach Markt Piesting.

## Sehenswürdigkeiten
- Markt Piesting: Burg Starhemberg (542 m ü. A.), Geburtshaus von Leopold Kupelwieser im Minnatal Nr. 3, Pfarrkirche mit Altarbild von Leopold Kupelwieser, Brauhaus der Piestinger Brauerei, Heimatmuseum im Gemeindeamt
- Waldegg: Pfarrkirche von Wopfing, Pfarrkirche von Waldegg, Burg Waldegg, Kalksinterader in Waldegg/Schwarzviertel, Waldegger Tropfsteinhöhle (Große Klause)[2][3][Anm 1][4], Möglichkeit zur Wanderung über das Dürnbachtal und die Große Klause auf die Hohe Wand bis auf eine Höhe von 1132 m ü. A.
- Oed: Brahmshaus
- Pernitz: Raimundvilla, Kultur-Schmiede, Pfarrhof
- Gutenstein: Schloss Hoyos, Burgruine Gutenstein, Grabmal und Gedenkstätte Ferdinand Raimunds, Aratym-Kapelle, Waldbauernmuseum Gutenstein, Wallfahrtskirche Mariahilfberg (708 m ü. A.)
- Rohr im Gebirge (683 m ü. A.): Wallfahrtsweg Via Sacra, Kohlenmeiler, Themenweg "Sagenumwobener Tüpfelweg" und "Werkstatt Wald und Wasser"

In den Seitentälern:
- Miesenbach: Gauermannmuseum, Pfarrkirche Scheuchenstein (556 m ü. A.)
- Waidmannsfeld (495 m ü. A.): Wandermöglichkeit von Waidmannsfeld über die Ochsenheide (582 m ü. A.) mit Kapelle unter den Linden am Bergübergang nach Neusiedl und Pernitz
- Muggendorf (460 m ü. A.): Myrafälle, Hausstein (schwierige Kletterwand, die auch mit dem Mountainbike umrundet werden kann), Steinwandklamm, Kalkofen, Waldlehrpfad und Wandermöglichkeit auf den Unterberg (1342 m ü. A.) und das Kieneck (1106 m ü. A.)

## Kritik
Die Umweltanwaltschaft des Landes Niederösterreich bezeichnete in ihrem Jahresbericht 1996–1999 den Biedermeier-Radweg zwar als „aus der Sicht der Radfahrer durchaus gelungene und von dieser Zielgruppe auch sehr angenommene“ Route, jedoch als „Negativbeispiel“ „aus rechtsstaatlicher Sicht, genauso wie aus der Sicht des Naturschutzes und aus wasserbaufachlicher Sicht“.
Fast 10 Jahre später sind fraglichen Stellen saniert und die Probleme damit weitgehend gelöst, sodass das Land Niederösterreich auch die Fertigstellung des Radweges und den Lückenschluss zum EuroVelo 9 aus Mitteln der Regionalförderung mit rund 900.000 € mitfinanziert.